# Variara (mitra)
Il Variara è un mitra la cui peculiarità è di essere stato progettato e prodotto totalmente in clandestinità dalla Resistenza italiana durante la seconda guerra mondiale.

## Storia
L'esigenza della sua creazione potrebbe essere dovuta alla difficoltà, insorta in alcune Repubbliche partigiane del Piemonte, di approvvigionarsi di armi automatiche tramite il furto o il trasporto aereo tattico da parte degli Alleati. 
Le reali circostanze della nascita del Variara non sono chiare, ma pare che la sua produzione sia stata avviata a Biella da operai FIAT già esperti nella fabbricazione di armi.
Il nome Variara era stato preso a prestito da un distaccamento partigiano, a sua volta intitolato a un "resistente" caduto. 
A differenza dei modelli precedenti (copie artigianali dello Sten), era un progetto nato e sviluppatosi esclusivamente in ambiente clandestino, che incorporava le particolarità di diversi mitragliatori dell'epoca (vedi sotto).
I dettagli sulla durata del servizio sono incerti, come pure il numero di esemplari prodotti: solo pochi Variara sopravvissuti alla guerra sono custoditi in qualche museo italiano.

## Caratteristiche tecniche
Il Variara era un progetto totalmente originale che riuniva caratteristiche copiate da diversi mitra fra i più diffusi all'epoca:
- l'otturatore, il castello e il meccanismo di sparo del mitra Sten,
- il calcio pieghevole e il caricatore del FNAB-43,
- la sicura dell'MP 40,
- il sistema a doppio grilletto (anteriore per il colpo singolo, posteriore per quello automatico) del Beretta MAB 38.